# Oman-Anemonenfisch
Der Oman-Anemonenfisch (Amphiprion omanensis) kommt nur im Arabischen Meer, an der Küste des Oman in Wassertiefen von zwei bis zehn Metern vor. Er lebt mit der Blasenanemone (Entacmaea quadricolor) und der Lederanemone (Heteractis crispa) in Symbiose.

## Merkmale
Der Oman-Anemonenfisch wird 10,5 bis 14 Zentimeter lang. Die Länge beträgt das 1,9- bis 2,1fache der Körperhöhe. Er ist mittel- bis dunkelbraun gefärbt. Ein  weißer Querstreifen zieht sich direkt hinter dem Auge über den Kopf, ein weiterer, der etwa 1 1⁄2 bis 4 Schuppenbreiten schmal ist, zieht sich von der Einbuchtung zwischen dem stacheltragenden und dem weichstrahligen Teil der Rückenflosse bis vor die Afterflosse. Der Querstreifen über den Kopf ist auf der Stirn eingeschnürt oder nicht zusammengewachsen, die Querstreifen in der Körpermitte erstreckt sich nicht bis auf die Rückenflosse. Die Brustflossen sind gelb, Bauch- und Afterflosse sind schwärzlich, die Schwanzflosse ist bei Jungfischen schwärzlich, bei ausgewachsenen Fischen weißlich oder gelblich braun. Die äußeren Flossenstrahlen der Schwanzflosse sind bei älteren Fischen lang ausgezogen. Dieses Merkmal ist unter den Anemonenfischen einmalig. Ansonsten hat lediglich der Madagaskar-Anemonenfisch (Amphiprion latifasciatus) eine leicht gegabelte Schwanzflosse.
Die Rückenflosse des Oman-Anemonenfisch hat zehn Hart- und 16 bis 17 Weichstrahlen, die Afterflosse zwei Hart- und 14 bis 15 Weichstrahlen. Die Brustflossen werden von 19 bis 20 Flossenstrahlen gestützt. Auf dem ersten Kiemenbogen befinden sich 16 bis 19 Kiemenreusenfortsätze. Die Seitenlinie wird von 36 bis 42 Schuppen begleitet.